# Patrimonio
Il concetto di patrimonio (dal latino patrimonium, derivato da pater, 'padre', e munus, 'compito'; dapprima col significato di 'compito del padre' poi con quello di 'cose appartenenti al padre') è usato sia in diritto che in economia, con significati non esattamente coincidenti.

## Concetto giuridico
In diritto il patrimonio viene definito come l'insieme dei rapporti giuridici, aventi contenuto economico, che fanno capo ad un soggetto giuridico (il titolare), ed aventi per oggetto cose strumentalmente funzionali, ossia capaci di soddisfare bisogni umani, materiali o spirituali. Tra i rapporti giuridici che compongono il patrimonio rientrano tanto quelli attivi, che comportano un diritto soggettivo (assoluto o relativo) del titolare, quanto quelli passivi, che comportano invece un suo obbligo (e, in particolare, un debito). Ne segue che, contrariamente all'accezione del termine nel linguaggio comune, si può parlare di patrimonio anche in presenza di soli rapporti giuridici passivi.
Rientrano nel patrimonio i soli diritti ed obblighi, definiti appunto patrimoniali, che corrispondono ad interessi di natura economica, riguardando beni che hanno o possono avere un valore di scambio e sono quindi suscettibili di essere valutati in denaro. Non vi rientrano, invece, i diritti e gli obblighi non patrimoniali, quali i diritti della personalità, i diritti di famiglia e i diritti soggettivi pubblici, nonché, a maggior ragione, le potestà.

### Patrimonio autonomo, separato e segregato
Anche i soggetti giuridici diversi dalle persone fisiche hanno un proprio patrimonio, distinto da quello degli altri soggetti: si parla, in questo caso, di patrimonio autonomo. Nelle persone giuridiche la separazione tra il loro patrimonio e quello di altri soggetti e, in particolare, di associati, amministratori e fondatori, è completa; si dice, quindi, che godono di autonomia patrimoniale perfetta. Vi sono però anche casi in cui ad un ente è riconosciuta autonomia patrimoniale imperfetta, ossia una non completa separazione tra il patrimonio ad esso riferibile e quello di altri soggetti; questi enti, secondo una diffusa teoria, sarebbero comunque da considerare soggetti giuridici, seppur privi di personalità giuridico.
Dal patrimonio autonomo si distingue il patrimonio separato: con questa espressione si fa riferimento ad una parte del patrimonio di un soggetto diversificata dal resto dello stesso patrimonio per esser destinata ad assolvere una determinata funzione, senza però la creazione di un nuovo soggetto giuridico, come invece avviene nel caso del patrimonio autonomo. Esempi di patrimonio separato, con riferimento all'ordinamento italiano, sono il fondo patrimoniale, l'eredità giacente e quella accettata con beneficio d'inventario.
Parte della dottrina distingue dal patrimonio separato il patrimonio segregato, caratterizzato dal completo isolamento rispetto al resto del patrimonio dello stesso soggetto, sicché, pur in assenza della creazione di un nuovo soggetto giuridico, viene a configurarsi una sorta di autonomia patrimoniale perfetta. Questo concetto è stato utilizzato per qualificare il trust fund, ossia il bene o l'insieme di beni oggetto di trust, istituto giuridico di origine anglosassone (patrimonio segregato è traduzione, invero non molto felice, dell'inglese segregated fund).
I concetti di patrimonio autonomo, separato e segregato possono essere fatti rientrare nel più ampio concetto di patrimonio di destinazione.

### Garanzia patrimoniale
I beni (o, più precisamente, i diritti sui beni) che costituiscono il patrimonio di un soggetto fungono da garanzia per i debiti gravanti sul medesimo, nel senso che il creditore, in caso di inadempimento del debito, può conseguire l'utilità economica che sarebbe derivata dalla prestazione non eseguita aggredendo il patrimonio del debitore con un'azione esecutiva, vale a dire facendo vendere coattivamente i suoi beni e conseguendo le somme così ricavate, fino all'entità del credito: è la cosiddetta garanzia patrimoniale o, come anche si suol dire, la funzione di garanzia generale svolta dal patrimonio del debitore. Il creditore dispone, dunque, del potere e, più esattamente, del diritto potestativo di aggredire il patrimonio del debitore in caso di inadempimento, cui corrisponde una posizione di soggezione del debitore (responsabilità patrimoniale); in aggiunta, il creditore dispone di alcuni diritti potestativi volti a tutelare il suo interesse a che il debitore mantenga nel proprio patrimonio beni sufficienti all'eventuale vendita coattiva.
Nell'ordinamento italiano la funzione di garanzia generale del patrimonio è sancita dall'art. 2740 del codice civile, laddove stabilisce che "Il debitore risponde dell'adempimento delle obbligazioni con tutti i suoi beni presenti e futuri".
In caso di autonomia patrimoniale perfetta, i creditori dell'ente che ne beneficia non possono aggredire il patrimonio di altri soggetti, quali associati o amministratori, così come i creditori di questi non possono aggredire il patrimonio dell'ente. Discorso analogo vale in caso di patrimonio segregato: i relativi creditori non possono aggredire il resto del patrimonio del titolare e gli altri creditori di quest'ultimo non possono aggredire il patrimonio segregato (cosiddetta separazione bilaterale).
Invece, in caso di autonomia patrimoniale imperfetta e di patrimonio separato, la separazione con il patrimonio di altri soggetti o con il resto del patrimonio del titolare non è totale, sebbene variamente configurata dal legislatore che, ad esempio, può consentire ai creditori del patrimonio autonomo o separato, non sufficiente a soddisfare il loro credito, di aggredire il patrimonio di altri soggetti, quali associati o amministratori, oppure il resto del patrimonio del titolare (cosiddetta separazione unilaterale); può inoltre subordinare la possibilità di aggredire il patrimonio di altri soggetti alla preventiva aggressione del patrimonio autonomo (cosiddetto beneficio di escussione, come quello attribuito ai soci delle società in nome collettivo dall'art. 2304 del codice civile italiano) o, al contrario, lasciare alla libera scelta del creditore il patrimonio da aggredire (come accade in caso di associazione non riconosciuta, ai sensi dell'art. 38 del codice civile italiano).

## Concetto economico
In economia il patrimonio è definito come la ricchezza, espressa in termini monetari, a disposizione di un soggetto in un determinato istante. Dal punto di vista qualitativo esso è costituito da beni (fabbricati, automezzi, mobili, merci ecc.); sotto il profilo quantitativo, invece, è la somma dei valori monetari attribuiti a tali beni.
Il patrimonio è una variabile di stock, in quanto legata ad un preciso istante temporale, e come tale si contrappone al concetto di reddito che esprime l'aspetto dinamico della ricchezza, misurandone la variazione in un determinato arco temporale. Se si considerano due istanti di tempo, in ognuno può essere misurato un valore del patrimonio, così come può essere misurato un valore del reddito riferito all'arco temporale compreso tra l'uno e l'altro: nell'ipotesi che non siano intervenuti altri fattori a far variare il patrimonio (ad esempio, il deprezzamento dei beni o la loro distruzione), la differenza dei valori del patrimonio misurati ai due istanti è uguale a quello del reddito misurato sul corrispondente arco temporale.
Il patrimonio può essere esaminato sia qualitativamente che quantitativamente.

## Patrimonio aziendale
Il concetto di patrimonio aziendale (o capitale lordo), usato in ragioneria, è in sintonia con quello giuridico: viene, infatti, definito come l'insieme degli elementi attivi e passivi a disposizione dell'azienda per esercitare la sua attività. La differenza tra i valori monetari degli elementi attivi e di quelli negativi - denominati rispettivamente attività e passività - prende il nome di patrimonio netto (o capitale netto) dell'azienda e rappresenta le sue fonti di finanziamento interne, in quanto provenienti direttamente o indirettamente dal soggetto o dai soggetti che l'hanno costituita e la promuovono. Alle fonti interne di finanziamento si aggiungono quelle esterne, rappresentate dai debiti verso i soggetti che hanno fornito i fattori di produzione ed attendono di essere pagati (debiti di funzionamento) e dai debiti verso i soggetti che hanno fornito capitale a credito (debiti di finanziamento), i quali nell'insieme costituiscono le passività. Le attività rappresentano, invece, gli impieghi dei finanziamenti provenienti dalle fonti interne ed esterne.